# Тайм (мини-футбольный клуб)
МФК Тайм — украинский мини-футбольный клуб из Львова. Основан в 2000 году. Двукратный чемпион Украины (2008/09, 2009/10).
Несмотря на совсем недавние успехи, в январе 2011 года команда была вынуждена сняться с чемпионата из-за финансовых проблем (официально было объявлено про объединение с СК «Энергия»).

## История
Выиграв чемпионство в сезоне 2008/09, львовяне вскоре пополнили список своих достижений, обыграв в матче за суперкубок харьковский «Локомотив». В сезоне 2009/10, обыграв в финале «Енакиевец», «Тайм» стал обладателем кубка Украины, а затем второй год подряд выиграл золотые медали чемпионата.
«Тайм» дебютировал в Кубке УЕФА по мини-футболу в сезоне 2009/10. Львовяне дошли до Элитного раунда, где уступили лишь титулованному испанскому клубу «Интер Мовистар».

## Достижения
- Чемпион Украины по мини-футболу (2): 2008-09, 2009-10
- Обладатель Кубка Украины по мини-футболу: 2010
- Обладатель Суперкубка Украины по мини-футболу: 2009

## Бывшие известные игроки
- Ильдар Макаев